# Centaurea simonescui
Centaurea simonescui là một loài thực vật có hoa trong họ Cúc. Loài này được J.Wagner & Prodan mô tả khoa học đầu tiên năm 1912.